# Урсулович Петро Володимирович
Петро́ Володи́мирович Урсуло́вич (12 липня 1979, м. Калуш — 30 жовтня 2022, неподалік с. Невське) — український військовослужбовець, старший солдат 80 ОДШБр Збройних сил України, учасник російсько-української війни. Кавалер ордена «За мужність» ІІ і ІІІ ступенів (2022).

## Життєпис
Народився 12 липня 1979 в місті Калуш. Був молодшою дитиною у сім'ї. Навчався в школі № 5. Займався танцями. Закінчив Тернопільську академію.
Учасник Революції Гідності з грудня 2013 року в Самообороні Майдану.
Ветеран АТО/ООС у складі 4 батальйону оперативного призначення Національної гвардії України «Крук».
З 2016—2022 працював у компанії Softjourn на посаді керівника служби безпеки.
2018 року визнаний «Волонтером року» в міському конкурсі-рейтингу популярності та здобутків «Досягнення року». У перший день широкомасштабної війни став на захист України.
24 лютого 2022 повернувся до війська. Старший солдат, командир 2 десантно-штурмового відділення 3-го десантно-штурмового взводу 80 ОДШБр.
Зазнав поранення, але відновився й повернувся на передову.

## Загибель
Загинув у бою з російськими окупантами неподалік села Невське Сватівського району Луганської області. 4 листопада похований на Алеї слави міського кладовища м. Калуш.
Залишилися дружина, донька, брат та батьки.

## Нагороди
- Орден «За мужність» ІІ ступеня (23 грудня 2022, посмертно) — за особисту мужність і самовідданість, виявлені у захисті державного суверенітету та територіальної цілісності України, вірність військовій присязі[4].
- Орден «За мужність» ІІІ ступеня (4 серпня 2022) — за особисту мужність і самовіддані дії, виявлені у захисті державного суверенітету та територіальної цілісності України, вірність військовій присязі[5]

## Вшанування пам'яті
- 12 вересня 2023 року на фасаді Калуського ліцею № 5 відкрили інтерактивну меморіальну дошку загиблому Герою, випускнику ліцею — Петру Урсуловичу «Хмурому»[6].